# Constituição Francesa de 1830

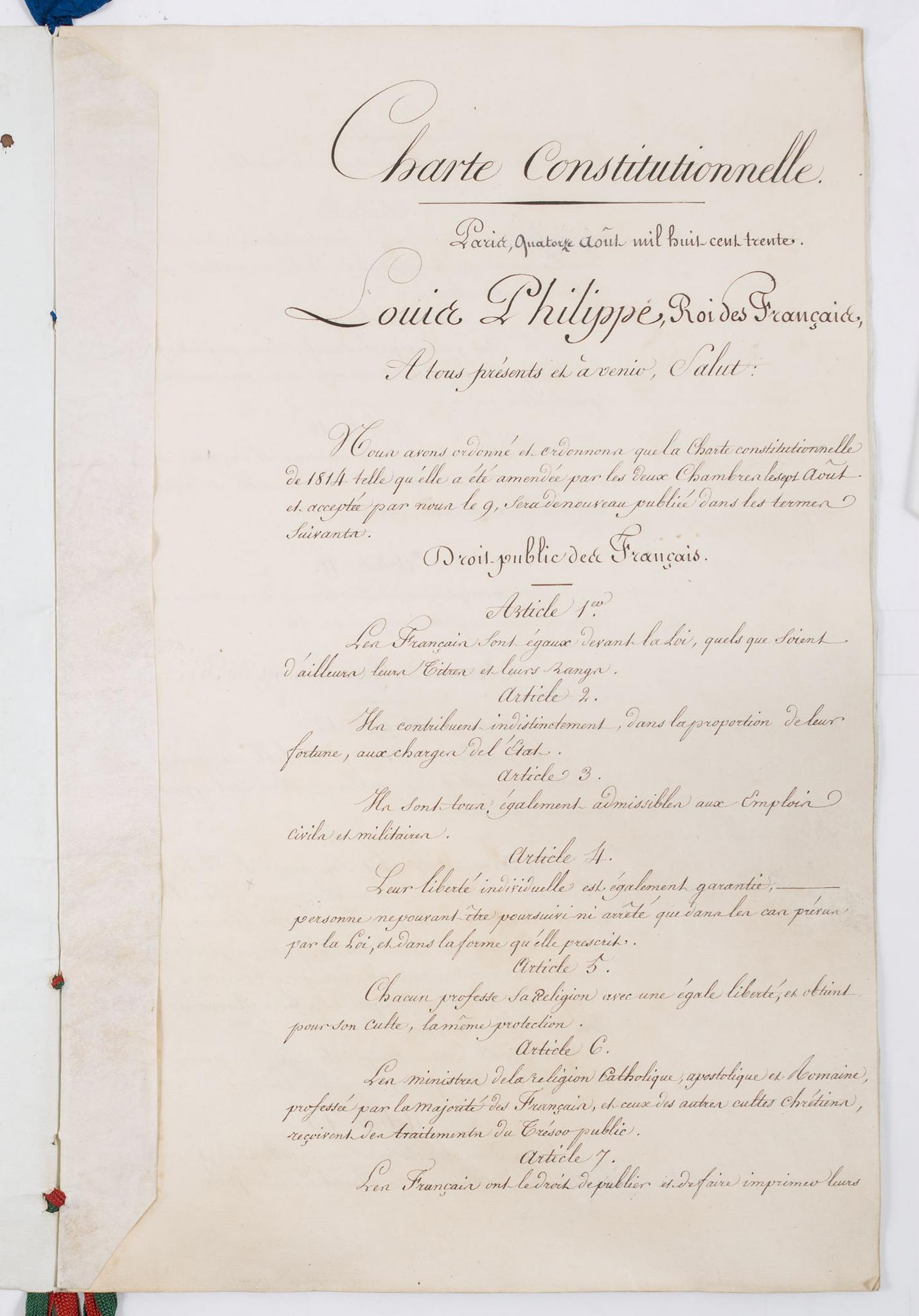
Original da Constituição Francesa de 1830.

A Constituição Francesa de 1830, ou "Carta Constitucional de 1830", estabeleceu a chamada Monarquia de Julho, período pelo qual a França foi governada por Luís Filipe I, aclamado como "Rei dos Franceses".

## Contexto
Com a Revolução de Julho de 1830 e a abdicação de Carlos X, os revolucionários moderados, como o Marquês de La Fayette, e os membros liberais da Assembleia Nacional, como François Guizot, André Dupin e Adolphe Thiers, conseguiram evitar a proclamação da república e estabelecer uma monarquia constitucional baseada nos valores do liberalismo.
Luís Filipe foi nominalmente o último rei a reinar na França, e o penúltimo monarca do país. Seu reinado terminou com a Revolução de 1848, que deu origem à Segunda República Francesa. A Constituição de 1830 lançou as bases para o parlamentarismo e o liberalismo na França.

## Principais pontos da carta

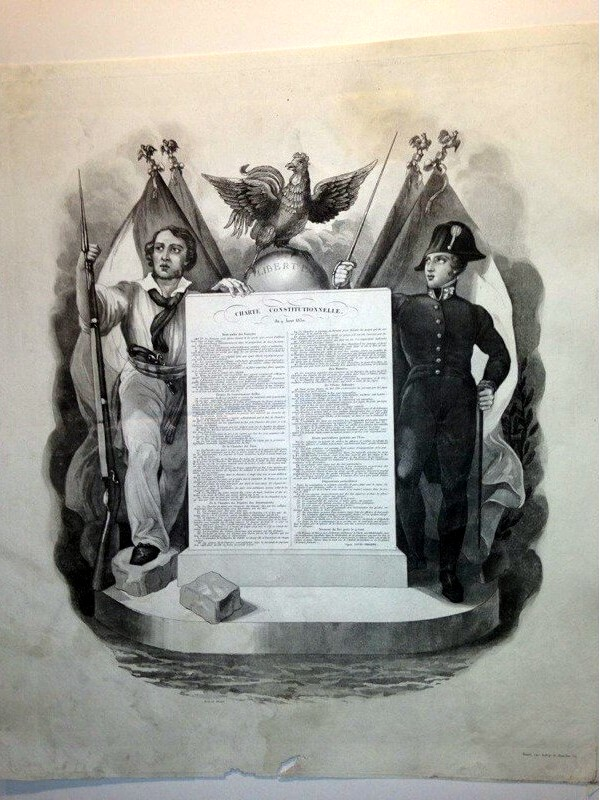
Alegoria da Constituição Francesa de 1830, em que se vê as figuras de um revolucionário francês de 1830, de um soldado da Guarda Nacional Francesa e do Galo Gaulês.

- Alegoria da Constituição Francesa de 1830, em que se vê as figuras de um revolucionário francês de 1830, de um soldado da Guarda Nacional Francesa e do Galo Gaulês.A religião católica não é a religião do Estado, mas apenas a "professada pela maioria dos franceses."
- A censura à imprensa foi abolida.
- O rei não pode legislar por decretos.
- A influência real na iniciativa legislativa era limitada e partilhada com as câmaras.
- A Câmara dos Pares, espécie de Câmara dos Lordes francesa, deixou de ser hereditária, e perdeu importância em favor da Câmara dos Deputados.
- A idade de elegibilidade foi reduzida para 30 anos.
- A bandeira tricolor é consagrada no artigo 67.

O preâmbulo da carta confia as mudanças "ao patriotismo e coragem da Guarda Nacional e de todos os cidadãos franceses", o que era uma forma de confirmar a soberania do povo.